# Edward Waring
Edward Waring, angleški matematik, * 1736, † 15. avgust 1798.
1. 1 2 3  MacTutor History of Mathematics archive — 1994.
2. ↑  Encyclopædia Universalis — Encyclopædia Britannica, 1968.
3. 1 2  Complete Dictionary of Scientific Biography — Detroit: Charles Scribner's Sons, 2008. — ISBN 978-0-684-31559-1
4. ↑  Варинг, Эдвард // Энциклопедический словарь — Sankt Peterburg.: Брокгауз — Ефрон, 1892. — Т. Vа. — С. 522.
5. ↑  Варинг, Эдвард // Большая советская энциклопедия. Том 8. Буковые — Варле — 1927. — Т. 8. — С. 812.